# Faris Abed
Faris Sadon Abed Al-Ayeli es un deportista iraquí que compite en levantamiento de potencia adaptado. Ganó tres medallas en los Juegos Paralímpicos de Verano entre los años 2004 y 2020.

## Palmarés internacional
| Juegos Paralímpicos | Juegos Paralímpicos   | Juegos Paralímpicos | Juegos Paralímpicos |
| Año                 | Lugar                 | Medalla             | Categoría           |
| ------------------- | --------------------- | ------------------- | ------------------- |
| 2004                | Atenas (Grecia)       | Medalla de oro      | +100 kg             |
| 2012                | Londres (Reino Unido) | Medalla de plata    | +100 kg             |
| 2020                | Tokio (Japón)         | Medalla de bronce   | +107 kg             |